# John Marshall (nadador)
John Marshall (Sídney, Australia, 29 de marzo de 1930-Melbourne, 31 de enero de 1957) fue un nadador australiano especializado en pruebas de estilo libre media y larga distancia, donde consiguió ser subcampeón olímpico en 1948 en los 1500 metros.

## Carrera deportiva
En los Juegos Olímpicos de Londres 1948 ganó la medalla de plata en los 1500 metros estilo libre, con un tiempo de 19:31.3 segundos, tras el estadounidense James McLane ; y también ganó la medalla de bronce en los 400 metros estilo libre, con un tiempo de 4:47.7 segundos.